# Lepeophtheirus oblitus
Lepeophtheirus oblitus is een eenoogkreeftjessoort uit de familie van de Caligidae. De wetenschappelijke naam van de soort is voor het eerst geldig gepubliceerd in 1973 door Kabata.